# Британская национальная партия
Брита́нская национа́льная па́ртия (англ. British National Party, BNP) — британская праворадикальная политическая партия. Партия основана Джоном Тиндаллом, после его ухода в 1982 г. из Британского национального фронта (БНФ). В настоящее время партию возглавляет Ник Гриффин (бывший также ранее членом БНФ).

## Результаты на выборах
БНП не имеет своих представителей в британском парламенте. В 2005 году в ходе парламентских выборов БНП получила 0,7 % голосов избирателей, восьмой по величине доли. В 2008 г. БНП заняла пятое место на выборах мэра Лондона, набрав 5,2 % голосов избирателей. Кандидат на пост мэра Ричард Бэрнбрук был избран одним из 25 членов Лондонской городской ассамблеи. БНП имеет представителей и в окружных советах столицы, а также в советах графств.
Кроме того, на выборах в Европарламент 4 июня 2009 года БНП завоевала два места в Европарламент (одно из мест получил лидер партии Ник Гриффин).
Партия придерживается крайне правой идеологии, включающей в себя расизм, антисемитизм, отрицание Холокоста, запрет иммиграции и гомофобию.
Ник Гриффин был лидером партии с 27 сентября 1999 года по 1 октября 2014 года. Затем эту должность занял Адам Уолкер.
В 2015 году партия приняла участие в Международном русском консервативном форуме в Петербурге.

## Галерея

Ранее использовавшийся логотип партии
Ранее использовавшийся логотип партии
Парламентские выборы в Великобритании (2010)